# Joel Silver
Joel Silver (South Orange, 14 luglio 1952) è un produttore cinematografico e produttore televisivo statunitense.

## Biografia
Nato a South Orange, ha frequentato la Columbia High School a Maplewood (New Jersey), per poi iscriversi al college privato Northfield Mount Hermon School.
Al collegio, è diventato noto dopo aver inventato lo sport di squadra Ultimate, che negli anni è diventato disciplina obbligatoria in molti college.
Nel 1970 si è iscritto al Lafayette College, dove è stata costituita la prima squadra di Ultimate.
Ha terminato i suoi studi alla scuola "Tisch School of the Arts", uno dei quindici istituti gestiti dalla New York University.
Il suo primo impiego è stato come produttore associato al film cult del 1979, I guerrieri della notte.
Ha anche diretto vari episodi della serie tv horror I racconti della cripta.
Con l'aumentare dei suoi impieghi e l'impossibilità di partecipare a tutte le produzioni, nel 1985 ha fondato lo studio cinematografico Silver Pictures.
Nel 1999, in collaborazione coi registi Robert Zemeckis e Gilbert Adler ha creato la prima divisione della sua casa cinematografica, la Dark Castle Entertainment.

### Vita privata
Dopo alcuni anni di convivenza, il 10 luglio 1999 si è sposato con l'assistente di produzione Karyn Fields.

## Filmografia

### Cinema
- Max, regia di Joe Gilford – cortometraggio (1976)
- I guerrieri della notte (The Warriors), regia di Walter Hill (1979)
- Xanadu, regia di Robert Greenwald (1980)
- Scuola di sesso (Jekyll and Hyde... Together Again), regia di Jerry Belson (1982)
- 48 ore (48 Hrs.), regia di Walter Hill (1982)
- Strade di fuoco (Streets of Fire), regia di Walter Hill (1984)
- Chi più spende... più guadagna! (Brewster's Millions), regia di Walter Hill (1985)
- La donna esplosiva (Weird Science), regia di John Hughes (1985)
- Commando, regia di Mark L. Lester (1985)
- Jumpin' Jack Flash, regia di Penny Marshall (1986)
- Arma letale (Lethal Weapon), regia di Richard Donner (1987)
- Predator, regia di John McTiernan (1987)
- Action Jackson, regia di Craig R. Baxley (1988)
- Trappola di cristallo (Die Hard), regia di John McTiernan (1988)
- Il duro del Road House (Road House) (1989)
- Arma letale 2 (Lethal Weapon 2) (1989)
- 58 minuti per morire - Die Harder (Die Hard 2) (1990)
- Le avventure di Ford Fairlane (The Adventurs of Ford Fairlane) (1990)
- Parker Kane – film TV (1990)
- Predator 2 (1990)
- Two-Fisted Tales – film TV (1991)
- Hudson Hawk - Il mago del furto (Hudson Hawk) (1991)
- Verdetto finale (Ricochet) (1991)
- L'ultimo boy scout (The last Boy Scout) (1991)
- Arma letale 3 (1992)
- Demolition Man (1993)
- Brividi e polvere con pellerossa (Tales from the Cryptkeeper) – serie TV (1993)
- Richie Rich - Il più ricco del mondo (Ri¢hie Ri¢h) (1994)
- Il cavaliere del male (Tales from the Crypt: Demons Knight) (1995)
- W.E.I.R.D. World – film TV (1995)
- Assassins (1995)
- Facile preda (Fair Game) (1995)
- Decisione critica (Executive Decision) (1996)
- Il piacere del sangue (Bordello of Blood) (1996)
- Due padri di troppo (Father's Day) (1997)
- Ipotesi di complotto (Conspiracy Theory) (1997)
- Double Tap (1997)
- Arma letale 4 (1998)
- Matrix (1999)
- Made Men (1999)
- Il mistero della casa sulla collina (House on Haunted Hill) (1999)
- Romeo deve morire (Romeo Must Die) (2000)
- Dungeons & Dragons - Che il gioco abbia inizio (Dungeons & Dragons) (2000)
- Ritual – film TV (2001)
- Codice: Swordfish (Swordfish) (2001)
- Ferite mortali (Exit Wounds) (2001)
- Proximity - Doppia fuga (2001)
- I tredici spettri (Thir13en Ghosts) (2001)
- Jane Doe – film TV (2001)
- Nave fantasma (Ghost Ship) (2002)
- Newton – film TV (2003)
- Future Tense – film TV (2003)
- Amici x la morte (Cradle 2 the Grave) (2003)
- L'ultimo volo dell'Osiris (Final Flight of the Osiris) – cortometraggio (2003)
- Matrix Reloaded (2003)
- Matrix Revolutions (2003)
- Gothika (2003)
- Prodigy – film TV (2004)
- Giochi rischiosi (Bet Your Life) – film TV (2004)
- La maschera di cera (House of Wax) (2005)
- Kiss Kiss Bang Bang (2005)
- V per Vendetta (V for Vendetta) (2005)
- I segni del male (The Reaping) (2007)
- Invasion (The Invasion) (2007)
- Il buio nell'anima (The Brave One) (2007)
- Il ritorno nella casa sulla collina (Return to House on Haunted Hill) (2007)
- Fred Claus - Un fratello sotto l'albero (Fred Claus) (2007)
- Moonlight – serie TV (2007-2008)
- Speed Racer, regia di Lana e Lilly Wachowski (2008)
- RocknRolla, regia di Guy Ritchie (2008)
- Le colline sanguinano (The Hills Run Red), regia di David J. Schow (2009)
- Orphan, regia di Jaume Collet-Serra (2009)
- Whiteout - Incubo bianco, regia di Dominic Sena (2009)
- Ninja Assassin, regia di James McTeigue (2009)
- Sherlock Holmes, regia di Guy Ritchie (2009)
- Codice Genesi (The Book of Eli), regia di Albert Hughes (2010)
- Gli occhi del dragone (Dragon Eyes), regia di John Hyams (2012)
- Philly Kid (The Philly Kid), regia di Jason Connery (2012)
- El gringo, regia di Eduardo Rodríguez (2012)
- Jimmy Bobo - Bullet to the Head, regia di Walter Hill (2012)
- The Factory - Lotta contro il tempo, regia di Morgan O'Neill (2012)
- Getaway - Via di fuga (Getaway), regia di Courtney Solomon (2013)
- Non-Stop, regia di Jaume Collet-Serra (2014)
- The Gunman, regia di Pierre Morel (2015)
- Autobahn - Fuori controllo (Collide), regia di Eran Creevy (2016)
- The Nice Guys, regia di Shane Black (2016)
- Suburbicon, regia di George Clooney (2017)
- Superfly, regia di Director X (2018)
- The Predator, regia di Shane Black (2018)
- Matrix Resurrections (The Matrix Resurrections), regia di Lana Wachowski (2021)
- Road House, regia di Doug Liman (2024)